# Merzen
Merzen är en kommun och ort i Landkreis Osnabrück i förbundslandet Niedersachsen i Tyskland.
Kommunen ingår i kommunalförbundet Samtgemeinde Neuenkirchen tillsammans med ytterligare två kommuner.